# Winand Victor

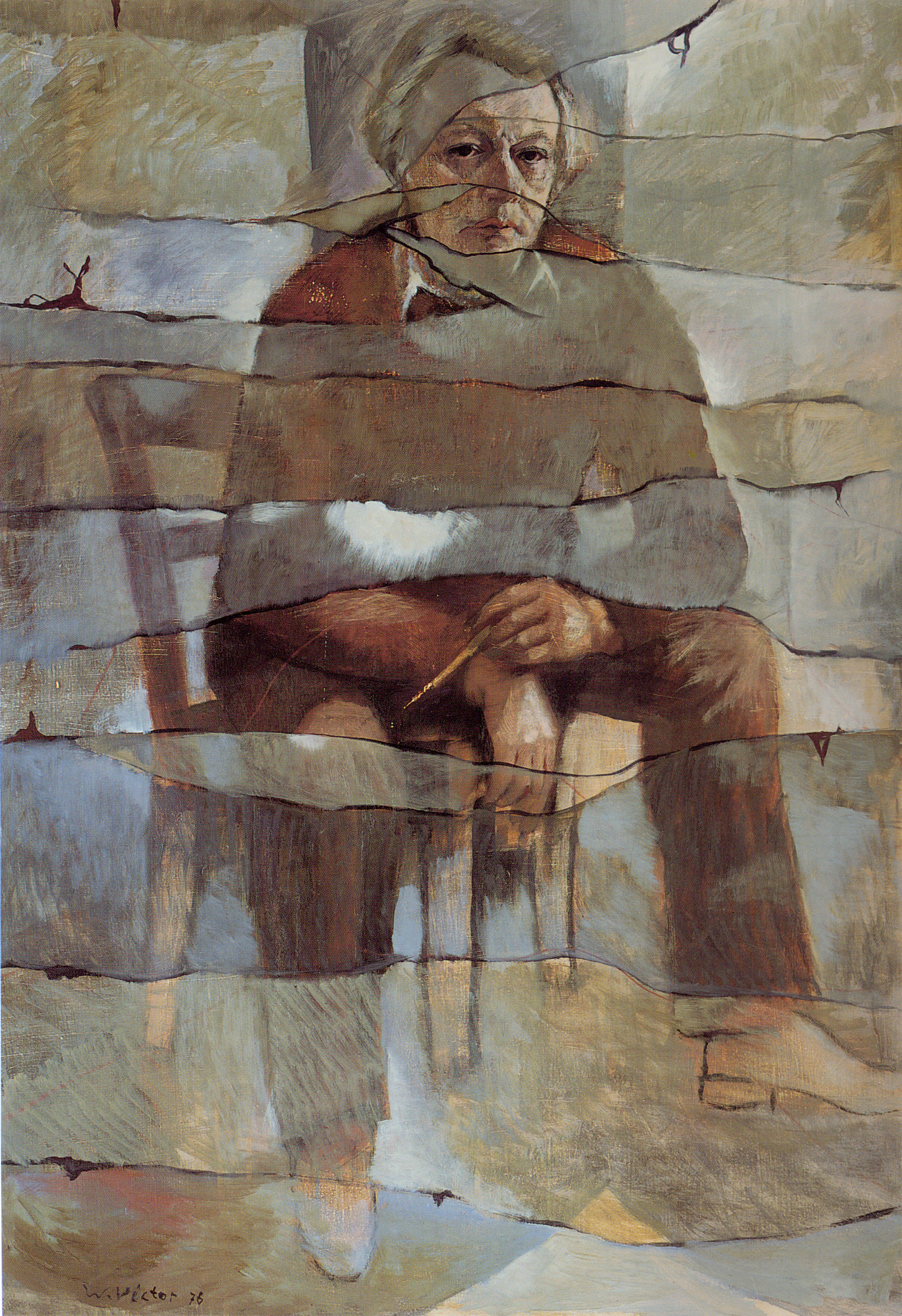
Selbstbildnis 1976

Winand Anton Maria Victor, kurz: Winand Victor (* 13. Januar 1918 im niederländischen Schaesberg nahe Aachen; † 27. April 2014 in Reutlingen) war ein deutscher Maler und Grafiker, der in den Nachkriegsjahren auch farbige Glasbetonfenster und Entwürfe für Bildteppiche schuf. Der Übergang von gegenständlicher zu eher abstrakter Malerei ist in seinem Werk fließend. Materialien und Techniken sind vielfältig.

## Leben und Werk
Der Maler (mit vollem Namen Winand Anton Maria Victor) wurde als viertes von sieben Kindern des Aachener Maschinenbauingenieurs Winand Victor senior geboren, der für eine Bergwerksgesellschaft im niederländischen Schaesberg arbeitete. Aufgewachsen in einer musik- und kunstliebenden Familie, nahm er schon als Gymnasiast an Kursen der Aachener Kunstgewerbeschule teil und erhielt Privatunterricht bei dem Maler Josef Mataré. Nach dem Abitur 1937 begann er ein Studium an der Kunstakademie Düsseldorf. Sein Lehrer war Martin Paatz.
1940 bis 1945 erlebt er als Soldat die Schrecken des Krieges von Jugoslawien bis Stalingrad. Nach kurzer sowjetischer Kriegsgefangenschaft kehrt er im Herbst 1945 zu seinen Eltern zurück, die es in die südbadische Heimat der Mutter verschlagen hat. 1948 schließt er sich der Künstlergemeinschaft an, die der Maler Paul Kälberer im ehemaligen Kloster Bernstein am oberen Neckar gegründet hat. Dort lernt er die Holzschnitzerin Liselotte Vohdin kennen, die er 1949 heiratet und mit der er in ihr Elternhaus in Reutlingen zieht. Zwei Töchter werden ihnen geboren, Marion und Winni, denen der Vater eine Reihe von Kinderbildern widmet.
Im Garten seiner Schwiegereltern errichtet sich Victor ein Atelier. Hier kommt es zu Treffen von Malern, Schriftstellern und Musikern, die sich durch das Bewusstsein des zurückliegenden Unheils von Krieg und Nazi-Herrschaft miteinander verbunden fühlen. Mit dem zeitweise in Reutlingen wohnenden Schriftsteller Günter Bruno Fuchs entwickelt sich eine Freundschaft, die nach dessen Rückkehr in seine Heimatstadt Berlin fortbesteht. In dem Atelier werden flugblattartige Zeitschriften herausgegeben, deren bekannteste, „telegramme“ (1954–1958), zur Bezeichnung des Künstlerkreises als „telegramm-Gruppe“ führt. 1955 erscheint im Mitteldeutschen Verlag, Halle/Saale, der Band „Fenster und Weg“, der Gedichte der Gruppenmitglieder Günter Bruno Fuchs, Richard Salis und Dietrich Kirsch und Monotypien von Winand Victor enthält. 1956 veranstalten Victor und seine Freunde eine Ausstellung in München, 1956 und 1957 beteiligen sie sich an Ausstellungen in Bayreuth.
In den Reutlinger Anfangsjahren verdient Victor sein Geld hauptsächlich durch Auftragsarbeiten – Teppichentwürfe und insbesondere Glasbetonfenster für sakrale Gebäude. In Gemälden und grafischen Arbeiten der Zeit ist die Erfahrung von Krieg und Nachkriegselend unmittelbar gegenwärtig. Prägnant zeigt sich dies an der Gestalt des einbeinigen Kriegsheimkehrers in den Gemälden Ankunft vor der Stadt (1956), Der arme Spielmann (1958) und Pan im Hinterhof (1957). Dabei erscheint aber ein jeweils in der Hand gehaltenes Musikinstrument wie ein Verweis auf ein unzerstörbares Bedürfnis nach Schönheit und Kunst.
So vielfältig sich das Werk Winand Victors entwickelt, zwei beherrschende Sujets der frühen Jahre, der Mensch und die Stadt, werden in sich wandelnder Gestaltung wiederkehren, auch in Kombination und vorzugsweise in ganzen Zyklen. So erscheint 1972 das Mappenwerk Elf Städte, Farbradierungen der einfallsreich variierten Stadtpläne von großen Städten, in denen sich Menschheitsgeschichte kristallisiert hat; 1977 erscheint das Mappenwerk O Firenze, 15 Blätter auf der Grundlage von Offset-Lithos, die die gefährdeten Meisterwerke der Renaissancestadt in den Blick nehmen; in den 1980er Jahren großformatig gemalte City-Ansichten mit zerbrechlich wirkenden Glasfronten und stummen Passanten; in den 1990er Jahren die Aquarell-Sequenz Veneta, farbschöne Aufrisse der versunkenen Sagenstadt Vineta. Manche Bilder lassen einen Bezug zu Städten erkennen, mit denen Victor vertraut war – Florenz, das er während eines Studienaufenthalts 1973 kennen gelernt hat, Berlin und Bremen, wo schon früh seine Bilder in Galerien ausgestellt und verkauft wurden, und nicht zuletzt seine Wahlheimat Reutlingen.
Von den Bildern, die sich ausschließlich auf den Menschen konzentrieren, seien die wenigen genannt, in denen sich der Künstler selbst porträtiert hat, das früheste eine Bleistiftzeichnung aus der Kriegszeit, das letzte ein Ölgemälde von 2006; ferner die sensiblen mit Acryl auf aufgeklebtes Papier gemalten Darstellungen seiner Frau (Liselotte, 1978) und seines Dichterfreundes (In Memoriam G.B. Fuchs, 1977); schließlich, ins Abstrakte gehend allegorisch, der vernetzte Mensch in dem Triptychon Vernetzung (1997) und, auf schwarzem Grund, aber zwischen Regenbogenfarben, Die Rückkehr des Menschen (2011).
Vor allem in den 1960er und 1970er Jahren entstehen außer den von der wahrnehmbaren Wirklichkeit angeregten Bildern auch solche, die sich eher der abstrakten als der gegenständlichen Malerei zuordnen lassen. Sie scheinen ihren Ursprung nicht in einer Idee zu haben, sondern sich aus der Strukturierung von Materialien zu entwickeln, seien es Farbaufträge, seien es – collagehaft – integrierte Partikel aus der Alltagswelt. Der Interpret Rainer Zerbst spricht von „Materialschichtungen“. Und doch lassen nicht nur Bildtitel (oft von Victor Nahestehenden formuliert), sondern auch erkennbare Figurationen an Erscheinungen der Natur denken, insbesondere an Geologisch-Mineralisches und an Blumen. So erinnern die sechs Radierungen Spuren und Funde (1967) an Versteinerungen, wie sie auf der Schwäbischen Alb zu finden sind, und die Gemälde Genesis I (1965) und Durchbruch (1965) an Einblicke unter die Erdkruste; an Blumen erinnern die Gemälde Triebblumen (1962), Blaue Knospe (1970), Gelbblühend (1976) und Blutender Kelch (1977). Selbst noch in dem Gemälde Requiem für einen Freund (1995), das dem verstorbenen Schriftsteller und Rundfunkredakteur Willy Leygraf gewidmet ist, lässt sich das ins Abstrakte spielende Blumenmotiv erkennen.
Seit den 1990er Jahren entstehen Bilder als reine Farbkompositionen, unabhängig von der wahrnehmbaren Welt wie Klangsequenzen. Und tatsächlich haben sie auch zu einer Reihe musikalischer Kompositionen angeregt. Gleichzeitig beginnt Victor, eine reichhaltige Folge von raumgreifenden Bildern zu malen, die eher großformatig kosmische Räume eröffnen wie in Dunkle Weite VII (2000) oder sowohl groß- als auch kleinformatig um Sonnengebilde zentrieren wie in dem Zyklus Sonnengesang (2008/09). Bei einer dieser kosmischen Visionen (auf schwarzem Grund schwingt ein netzartiges blaues Geflecht gleichsam über der erhellten Krümmung des blauen Planeten) zeugt der Titel Verabschiedung (2008) von persönlicher Betroffenheit: Ein bedrohlicher Schwächeanfall hatte den 85-Jährigen an die eigene Sterblichkeit erinnert. Künstlerisch tätig war Victor dann bis kurz vor seinem Tod. Als er nicht mehr vor der Staffelei stehen konnte, gestaltete er im Sitzen aus farbigen Papieren kleinformatige Collagen und Scherenschnitte.
Überblickt man das lange Leben des Malers Winand Victor, so fällt einerseits der existenzerschütternde Einbruch des Krieges in seinen prägsamen Anfangsjahren auf, andererseits der äußerlich ruhige Verlauf der Zeit als selbstständiger Künstler. Was ihm in dieser Zeit wichtig war, das waren außer seiner Kunst die Familie und Freundschaften. Standen ihm seit der „telegramm-Gruppe“ vor allem Schriftsteller nahe (außer den schon genannten der Lyriker Kurt Leonhard und der Romancier Martin Gregor-Dellin), so kamen, seit seine Bilder abstrakter zu werden beginnen, Musiker hinzu. Einer der ersten war der Bremer Michael Töpel, der komponierend auf Spuren und Funde und auf die gemalten City-Ansichten Bezug nimmt. Jeweils mehrere Kompositionen stammen von dem Reutlinger Komponisten Karl Michael Komma und seinen Schülern. Komma, der zu einem Freund der späten Jahre wurde, veranlasste 1996 in Reutlingen eine Aufführung von Musikstücken, die er selbst, vier Kollegen und eine Kollegin zu dem Veneta-Zyklus geschaffen hatten. Für ihn hatten die Bilder des Malers, der aus einer musikbegabten Familie stammte, eine „Affinität zum Klanglichen“.

## Künstlerische Bedeutung
2006 erhielt Winand Victor von der Kunststiftung Baden-Württemberg den Maria-Ensle-Preis, mit dem ältere Künstler geehrt werden, „deren Arbeit nicht immer die überregionale Anerkennung bekommen hat, die ihrer Qualität entspricht.“ Dazu hieß es in der Laudatio der Kunsthistorikerin Karin von Maur: „Das sechzigjährige Lebenswerk des Künstlers weist erstaunliche Metamorphosen auf, die seinen schöpferischen Reichtum ausmachen.“ Es sind aber auch diese Metamorphosen, die davon zeugen, dass der Maler Winand Victor einen ganz eigenen Weg gegangen und sein Werk kunsthistorisch schwer einzuordnen ist.  
Dass die künstlerische Bedeutung des Malers und Grafikers Winand Victor gleichwohl erkannt worden ist, das bekunden nicht nur private Sammlungen von München bis Hamburg und Berlin, sondern auch große öffentliche Sammlungen von der Wiener Albertina bis zur Deutschen Bücherei Leipzig und von der Stuttgarter Staatsgalerie bis zum Kupferstichkabinett Berlin.
Einer, der sich schon früh von Bildern Winand Victors angezogen fühlte, der Schriftsteller Martin Gregor-Dellin, hat über sie geschrieben: „Sie sind für mich biographisch beglaubigt, und das mag das Geheimnis ihrer Wirkung sein: ihre menschliche Wahrheit.“ Was Gregor-Dellin „biographische Beglaubigung“ nennt, das zeigt sich bei aller Vielfalt des Victorschen Werkes an einem durchgehenden Charakteristikum: Das zerstörerische und Wunden schlagende Unheil des Krieges, dem der junge Maler ausgesetzt war, hat ihn sensibilisiert für Brüche, Beschädigungen und Gefährdungen und hat entsprechende Spuren in seinen Bildern hinterlassen. Tritt dieser Zug in den Darstellungen von verkrüppelten Menschen und zerstörten oder trostlosen Städten während der Nachkriegsjahre unmittelbar hervor, so in den späteren City-Ansichten eher indirekt in der Fragilität der großen Glasfronten und der Einsamkeit und Isoliertheit der auftretenden Städtebewohner. In den zur Abstraktion neigenden Bildern haben die Risse und Brüche der gesteinsartigen und die Überzartheit der floralen Figurationen den Lyriker Kurt Leonhard veranlasst, von „Bildern der leidenden Erde“ zu sprechen. In den kosmischen Visionen schließlich hat die Schwärze des unendlich anmutenden dargestellten Raumes etwas Lebensbedrohliches.  
Immer aber erscheinen die Anzeichen von Brüchen, Beschädigungen oder Gefährdungen in Bildern, die auch ein Gefühl von Schönheit vermitteln. In dem frühen Schlüsselbild Ankunft vor der Stadt geschieht dies nicht nur durch das Blasinstrument in der Hand des Einbeinigen, sondern auch dadurch, dass die dargestellte Konfiguration deutlich an das schöne Renaissancegemälde Das Gewitter von Giorgione erinnert. In dem Mappenwerk O Firenze sind es dann die berühmten Renaissance-Werke von Florenz, die in ihren neuzeitlichen Gefährdungen gezeigt werden. Und in den kosmischen Bildern gibt es nicht nur die schwarze Bedrohlichkeit des unendlichen Raumes, sondern auch das warme Leuchten des roten Sonnenballs. Der Titel des Victorschen Zyklus Sonnengesang zitiert denn auch den gleichnamigen Lobeshymnus des heiligen Franziskus.
Vielleicht besteht die Bedeutung des Victorschen Werkes darin, dass sie etwas von der lebensbereichernden Schönheit, die seit der Renaissance von der europäischen Kunst gefeiert wird, bewahrt, aber zugleich die Gefährdungen bewusst macht, der sie zumal in unserer Zeit ausgesetzt ist. Das gelingt ihr in sowohl figurativ als auch in abstrakt gestalteten Bildern.  

## Werke (Auswahl)
Ein erstes, unvollständiges Werkverzeichnis stammt von Willy Leygraf (in: W. Victor: Bilder. Stuttgart 1983. S. 127–142), ein revidiertes und erweitertes von Rainer Zerbst (in: W. Victor: Dem Leben auf der Spur. München 1998. S. 129–143), ein nochmals ergänztes, das auch Glasbetonfenster und Teppiche erfasst, von der Tochter Winni Victor (unveröffentlicht).
- 1951 Marion (Öl auf Pappe) 43 × 36 cm
- 1959 Bis zur Türklinke reiche ich schon / Winni (Öl auf Hartfaser) 84 × 62 cm
- 1956 Ankunft vor der Stadt (Öl auf Hartfaser) 70 × 83 cm, Privatbesitz
- 1958 Der arme Spielmann (Öl auf Hartfaser) 82,5 × 99 cm, Kunstmuseum Reutlingen
- 1958 Kind vor Mauer (Öl auf Hartfaser) 68 × 97 cm, Kunstmuseum Albstadt
- 1959 Zitzenstadt (Öl und Lack auf Hartfaser) 87 × 112 cm, Privatbesitz
- 1962 Triebblumen (Öl auf Holzplatte) 72 × 72 cm,
- 1962 Manna (Acryl auf Holz) 99 × 119 cm, Kunstmuseum Albstadt
- 1963 Bartholomäus (Öl auf Leinwand) 80 × 65 cm, Privatbesitz
- 1965 Genesis I (Mischtechnik auf Holz) 135 × 180 cm, Kunstmuseum Reutlingen
- 1967 Spuren und Funde (6 Radierungen) Blattgröße: 60 × 76,5 cm,
- 1969 Tanzendes Bauernpaar. Hommage à Albrecht Dürer (Öl auf Pappe auf Holz) 138 × 92 cm, Albrecht-Dürer-Haus, Nürnberg
- 1972 Elf Städte (11 Farbradierungen) Blattgröße 75 × 53 cm
- 1976 Blaue Blume (Acryl auf Papier) 50 × 39 cm, Privatbesitz
- 1977 In Memoriam G.B.F. (Acryl auf Papier auf Leinwand) 130 × 110 cm, Privatbesitz
- 1977 O Firenze (15 Blätter auf der Grundlage von Offset-Lithos, 1-7-farbig) Blattgröße 60 × 47 cm
- 1978 Liselotte (Acryl auf Papier auf Leinwand) 110 × 130 cm
- 1981 Wartende (Acryl auf Papier auf Holz) 96 × 130 cm, Privatbesitz
- 1982 Gegenwelt (6 Radierungen) Blattgröße 50 × 38 cm
- 1984 Joachimstaler Straße (Öl auf Holz) 91 × 134 cm, Privatbesitz
- 1984 Nebel an der Tauentzien (Öl auf Holz) 108 × 137 cm, Privatbesitz
- 1987 Selbst in der Drehtür (Öl auf Holz) 130 × 182 cm, Stadtbibliothek Reutlingen
- 1988 Via Condotti (Öl auf Holz) 93 × 135 cm
- 1989 Demo II (Mischtechnik auf Holz) 129 × 111 cm, Privatbesitz
- 1989 Flucht durch die Wüste (Öl auf Holz) 130 × 91 cm
- 1990 Transparent II (Öl auf Holz) 123 × 83,5 cm
- 1991 Veneta I und V (Aquarell auf Papier) 30 × 36 cm und 49 × 36 cm, Kunstmuseum Albstadt
- 1992 Veneta XX (Aquarell auf Papier) 60 × 46,5 cm
- 1995 Requiem für einen Freund (Öl auf Holz) 183 × 135 cm, Privatbesitz
- 1996 Triptychon (Öl und Rupfen auf Holz) 150 × 400 cm, Stadt Reutlingen
- 1997 Vernetzung (Öl auf Holz, Öl auf Leinwand) 140 × 91 cm, 140 × 91 cm, Groz-Beckert, Albstadt
- 2000 Dunkle Weite VII (Öl auf Leinwand auf Holz) 149 × 109 cm
- 2003 Verabschiedung (Öl auf Leinwand) 150 × 220 cm
- 2006 Selbstbildnis (Öl auf Leinwand) 150 × 116 cm, Privatbesitz
- 2007 Sonne II (Öl auf Leinwand) 150 × 130 cm
- 2008/09 Sonnengesang
- 2011 Die Rückkehr des Menschen (Öl und Blattgold auf Leinwand) 150 × 180 cm

## Werke in öffentlichen Sammlungen und Gebäuden
- Kunstmuseum Albstadt
- Kultur- und Museumszentrum Schloss Glatt
- Reutlingen (Kunstmuseum, Stadtbibliothek, Landratsamt, Klinikum)
- Staatsgalerie Stuttgart
- Kunstmuseum Stuttgart
- Kupferstichkabinett Berlin
- Albertina Wien
- Albrecht-Dürer-Haus, Nürnberg
- Kloster Göttweig

In Reutlingen hatte Victor 1951 seine erste und 1956 seine zweite Einzelausstellung; weitere Ausstellungen folgten, zuletzt Verkaufsausstellungen in der Galerie von Reinhold Maas, der Bilder des Künstlers in Kommission hat.
Auswärtige Einzelausstellungen u. a. in:
- 1959 Galerie Nierendorf, Berlin
- 1960 Mailand
- 1961 Zürich, Stuttgart, München
- 1968 Wien, Linz, Paris
- 1973 Florenz (Villa Romana), Bremen, Berlin
- 1976 Frankfurt
- 1978/79 Albstadt, Städtische Galerie
- 1979 Berlin
- 1986 Basel, Frankfurt
- 1990 Aarau, Wetzlar, Gießen
- 1993 Albstadt, Städtische Galerie
- 1999 Reutlingen (Retrospektive)
- 2003 Bremen
- 2006 Stuttgart („Ein Werk in sechs Jahrzehnten“)
- 2008 Schloss Mochental
- 2014 Schloss Glatt und Reutlingen („Malerei und Grafik“)

## Ehrungen
- 2006 Verleihung des Maria-Ensle-Preises durch die Kunststiftung Baden-Württemberg
- 2008 Verleihung der Bürgermedaille in Gold durch die Stadt Reutlingen
- 2013 Verleihung des Bundesverdienstkreuzes am Bande

## Ausstellungskataloge
- 1965 Reutlingen, (Texte: Kurt Leonhard, Wilhelm Boeck)
- 1973 Berlin, Galerie im Schinkelsaal (Texte: Kurt Fassmann, Günter Bruno Fuchs, Kurt Leonhard)
- 1978 Albstadt, Veröffentlichungen der Städtischen Galerie Albstadt, Nr. 14/1978 (Texte: Alfred Hagenlocher, Willy Leygraf)
- 1990 Aarau/Reutlingen, Stadtbilder (Willy Leygraf, Adolf Smitmans, Friedhelm Häring)
- 1993 Albstadt, Veröffentlichungen der Städtischen Galerie Albstadt, Nr. 82/1993 (Texte: Christoph Bauer, Kurt Leonhard, Michael Töpel, Rainer Zerbst)
- 1996 Reutlingen Stadtbibliothek, Musik für ein Bild (Text: Karl Michael Komma)
- 2014 Rottweil/Reutlingen, Winand Victor, Malerei und Graphik (Text: rainer Zerbst)